# Moviment lent
El moviment lent o "Slow" (en anglès, slow movement) és un moviment ideològic i cultural que s'oposa a la cultura de la immediatesa i la rapidesa d'obtenció de les coses per sobre de tot, donant importància a la qualitat, l'amabilitat, la humanitat i l'apreciació de les coses simples per sobre de les pressions modernes. Així, s'oposa de manera molt pràctica i concreta a algunes tendències nascudes al segle xx, en el marc de la modernitat líquida, i que es relacionen amb el capitalisme, la competició i la cultura de masses; com típicament el menjar escombraria (relacionat amb el menjar ràpid i el que, per oposició, va donar el nom al moviment: lent), el turisme de masses o el consum creixent i desmesurat.
A partir d'aquesta base, abraça uns valors i prioritats més generals, destacant la cerca de la disminució de l'impacte antropogènic sobre el medi natural (incloent les filosofies i polítiques de quilòmetre zero i sobre la petjada de carboni, per exemple), de cura i respecte social, de sostenibilitat i simplicitat en un món cada vegada més complex.
Incrits en aquest moviment estan, per exemple, el slow food i l'educació lenta. S'incorpora també a àmbits com l'agricultura, l'urbanisme, l'arquitectura, la indústria, la mobilitat, el disseny, la moda, el consum, la criança i el sexe, entre d'altres, en forma de contracultura.